# Кандауров Антон Іванович
Кандауров Антон Іванович (нар. 1863, Покровське, Аджамська волость, Олександрійський повіт, Херсонська губернія, Російська імперія — 1930) — російський художник та ілюстратор.

## Життя і творчість

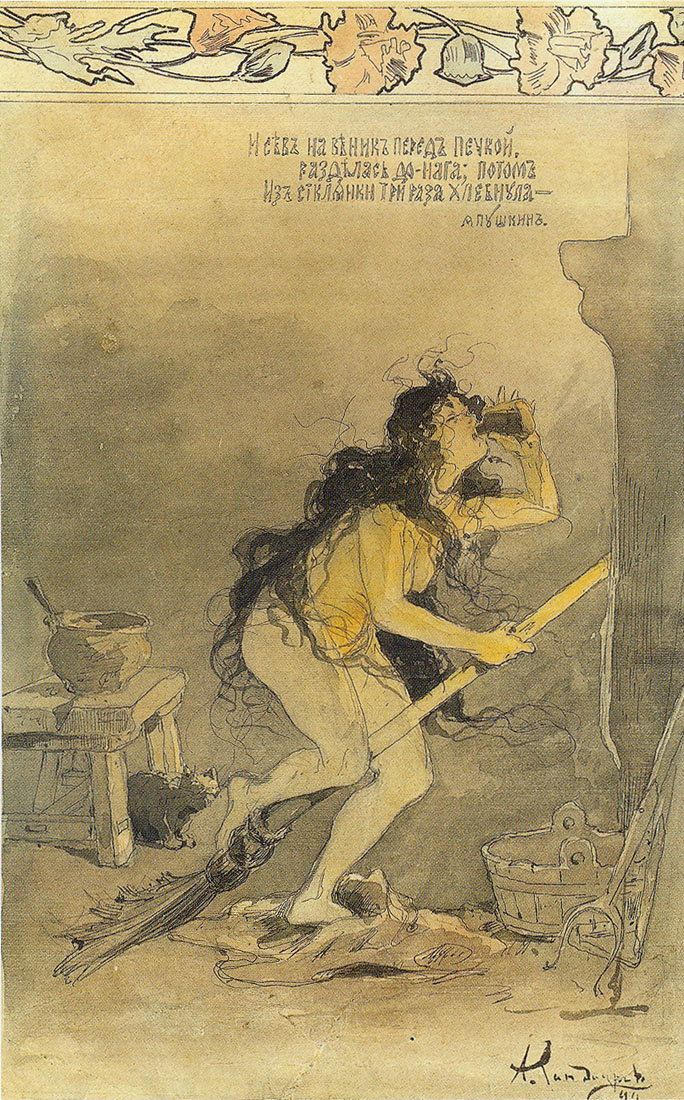
Відьма. Ілюстрація до казки О. С. Пушкіна. 1899

З 1881 по 1884 роки навчався в Одеській рисувальній школі, у 1884—1885 роках — вільним слухачем у Московському училищі живопису, скульптури та архітектури, де отримав велику срібну медаль за живопис з натури. У 1885 році вступив вільним слухачем до Академії мистецтв. У 1887 році був нагороджений медаллю за роботи з «баталічного класу», а в 1888 — за картину «Артилерія на поході в період російсько-турецької війни 1877—1878». З 1894 займався у А. І. Куїнджі, з 1895 навчався на мозаїчному відділенні у П. П. Чистякова. Здобув звання класного художника 3-го ступеня за картини «Виклик (Західні козаки викликають ворога на бій)» та «Вогонь», а 1896 року — звання художника за картину «Після тризни на могилі скіфського вождя (Свято мертвих)». У 1895—1895 роках отримав право пенсіонерської поїздки від Академії мистецтв.
Антон Кандауров жив у Петербурзі, Тифлісі та Ярославлі. У 1901—1907 роках він очолював організоване за його участю Тифліське художнє училище і викладав у ньому. Художник експонував свої роботи на виставках Академії мистецтв, Товариства пересувних художніх виставок, Світу мистецтва (зокрема у Берліні 1896 року).
Художник-виконавець Большого театру (1887—1889) та Малого театру (1920—1926). Ілюстрував твори О. С. Пушкіна, І. А. Крилова, М. Ю. Лермонтова, Л. М. Толстого. Близько 1910 року виконав низку історико-алегоричних картин для храму-мавзолею в Плевені.